# UniCredit Czech Open
UniCredit Czech Open — профессиональный теннисный турнир проводимый ежегодно в Простеёве. Соревнование проводится на открытых грунтовых кортах. Турнир является частью мужского тура в серии ATP Challenger и женского — в серии ITF.

## Общая информация
Мужской профессиональный турнир в теннисном комплексе Простеёва создан накануне сезона-1994, как часть позднеосенней зальной серии в рамках тура ATP Challenger. Через год соревнование было переведено на грунт: чемпионат, с возросшим в два раза призовым фондом, был передвинут на сентябрь.
В 1997-м году приз получил предельный призовой фонд по меркам тура, а соревнование было переведено на вторую неделю Roland Garros. Принимать участие в простеёвском призе соглашались многие игроки из первой полусотни одиночного рейтинга: например первой ракеткой одиночного турнира-2011 был тогдашняя одиннадцатая ракетка мира Михаил Южный.
В середине 1990-х годов здесь попробовали проводить и женский грунтовый турнир: в 1997-98-м и 2000-м годах приз, включённый в календарь серии ITF, проходил в апреле, а в 2004-06 годах соревнования среди обоих полов проходили одновременно: женщины в этот момент разыгрывали семьдесят пять тысяч долларов призового фонда.

## Финалы прошлых лет

### Мужчины. Одиночный турнир
| Год  | Чемпион             | Финалист                 | Счёт финала       |
| ---- | ------------------- | ------------------------ | ----------------- |
| 2014 | Иржи Веселый        | Норберт Гомбош           | 6-2 6-2           |
| 2013 | Радек Штепанек (3)  | Иржи Веселый             | 6-4 6-2           |
| 2012 | Флориан Майер       | Ян Гайек                 | 7-6(1) 3-6 7-6(3) |
| 2011 | Юрий Щукин          | Флавио Чиполла           | 6-4 4-6 6-0       |
| 2010 | Ян Гайек (3)        | Радек Штепанек           | 6-0 — отказ       |
| 2009 | Ян Гайек (2)        | Стив Дарси               | 6-2 1-6 6-4       |
| 2008 | Агустин Кальери     | Мартин Вассальо Аргуэльо | 6-0 6-3           |
| 2007 | Серхио Ройтман      | Флориан Майер            | 7-6(1) 6-4        |
| 2006 | Ян Гайек            | Доминик Хрбаты           | 6-3 5-7 6-2       |
| 2005 | Яркко Ниеминен      | Иво Минарж               | 6-1 6-3           |
| 2004 | Радек Штепанек (2)  | Михал Табара             | 7-6(5) 7-5        |
| 2003 | Радек Штепанек      | Мариано Пуэрта           | 7-5 6-3           |
| 2002 | Гильермо Кория      | Иржи Новак               | 6-3 6-3           |
| 2001 | Богдан Улиграх (2)  | Иржи Новак               | 6-4 6-7(5) 6-3    |
| 2000 | Андреас Винчигуэрра | Жером Гольмар            | Без игры          |
| 1999 | Ричард Фромберг (2) | Хуан Карлос Ферреро      | 7-6 5-7 6-4       |
| 1998 | Ричард Фромберг     | Эндрю Илие               | 6-2 6-2           |
| 1997 | Богдан Улиграх      | Фернандо Мелигени        | 6-2 4-6 6-1       |
| 1996 | Андрей Чесноков     | Франсиско Клавет         | 6-3 6-0           |
| 1995 | Андреа Гауденци     | Иржи Новак               | 6-4 6-3           |
| 1994 | Кароль Кучера       | Томаш Анзари             | 6-0 6-4           |

### Женщины. Одиночный турнир
| Год  | Чемпион            | Финалист           | Счёт финала |
| ---- | ------------------ | ------------------ | ----------- |
| 2006 | Анна Смашнова      | Ромина Опранди     | Без игры    |
| 2005 | Луция Шафаржова    | Татьяна Гарбин     | 6-4 3-6 6-3 |
| 2004 | Пэн Шуай           | Зузана Ондрашкова  | 6-1 6-3     |
| 2000 | Десислава Топалова | Дафна ван де Занде | 6-4 6-1     |
| 1998 | Руксандра Драгомир | Адриана Герши      | 6-0 6-0     |
| 1997 | Катерина Кроупова  | Либуша Прушова     | 0-6 6-2 6-4 |

### Мужчины. Парный разряд
| Год  | Чемпионы                                   | Финалисты                            | Счёт финала    |
| ---- | ------------------------------------------ | ------------------------------------ | -------------- |
| 2014 | Андре Бегеман Лукаш Росол                  | Питер Полански Адиль Шамасдин        | 6-1 6-2        |
| 2013 | Николас Монро Симон Штадлер                | Матеуш Ковальчик Лукаш Росол         | 6-4 6-4        |
| 2012 | Се Чжэнпэн Ли Синьхань                     | Колин Эбелтайт Джон Пирс             | 7-5 7-5        |
| 2011 | Сергей Бубка Адриан Менендес-Масейрас      | Давид Марреро Рубен Рамирес Идальго  | 7-5 6-2        |
| 2010 | Марсель Гранольерс Давид Марреро           | Йохан Брунстрём Жан-Жюльен Ройер     | 3-6 6-4 [10-6] |
| 2009 | Йохан Брунстрём Жан-Жюльен Ройер           | Пабло Куэвас Доминик Хрбаты          | 6-2 6-3        |
| 2008 | Рик де Вуст Лукаш Кубот                    | Крис Хаггард Николя Турт             | 6-2 6-2        |
| 2007 | Рамон Дельгадо Хуан Пабло Гусман           | Томаш Цибулец Леош Фридль            | 7-6(8) 6-1     |
| 2006 | Франтишек Чермак (2) Ярослав Левинский (3) | Ян Масик Михал Табара                | 6-3 6-2        |
| 2005 | Лукаш Длоуги Давид Шкох (2)                | Ян Гайек Ян Масик                    | 5-7 6-3 7-6(5) |
| 2004 | Доминик Хрбаты Ярослав Левинский (2)       | Тревис Пэрротт Трипп Филлипс         | 6-4 6-4        |
| 2003 | Ярослав Левинский Давид Шкох               | Рубен Рамирес Идальго Серхио Ройтман | 6-2 6-2        |
| 2002 | Франтишек Чермак Ота Фукарек               | Мариано Худ Себастьян Прието         | 6-3 7-6(5)     |
| 2001 | Андреа Гауденци Сандер Грун                | Дэвин Боуэн Мариано Худ              | 7-6(6) 6-4     |
| 2000 | Альберто Мартин Эяль Ран                   | Петр Лукса Винченцо Сантопадре       | 6-2 6-2        |
| 1999 | Дину Пескариу Эрик Тайно                   | Дэвин Боуэн Эяль Ран                 | 6-3 6-3        |
| 1998 | Эдвин Кемпес Петер Весселс                 | Томаш Цибулец Томаш Крупа            | 6-4 7-5        |
| 1997 | Иржи Новак (2) Давид Рикл                  | Скотт Мелвилль Диего Наргизо         | 6-4 6-2        |
| 1996 | Матиас Хунинг Джек Уэйт                    | Фредрик Берг Патрик Фредрикссон      | 6-3 7-6        |
| 1995 | Андрей Павел Гленн Уилсон                  | Джефф Беллоли Джек Уэйт              | 7-5 6-3        |
| 1994 | Иржи Новак Радомир Вашек                   | Шенг Схалкен Йост Виннинк            | 6-7 6-3 6-4    |

### Женщины. Парный разряд
| Год  | Чемпионы                              | Финалисты                           | Счёт финала     |
| ---- | ------------------------------------- | ----------------------------------- | --------------- |
| 2006 | Ярмила Гайдошова Акико Моригами       | Лига Декмейере Алиция Росольская    | 6-3 7-6(3)      |
| 2005 | Юлия Бейгельзимер Мара Сантанджело    | Дая Беданова Барбора Стрыцова       | 6-1 4-6 6-2     |
| 2004 | Либуша Прушова Барбора Стрыцова       | Пэн Шуай Се Яньцзэ                  | 6-1 6-3         |
| 2000 | Михаэла Паштикова Ясмин Вёр           | Хелена Вилдова Магдалена Зденовцова | 3-6 6-1 7-6(10) |
| 1998 | Ленка Ценкова Катерина Кроупова       | Ольга Лугина Елена Пампулова        | 6-4 4-6 6-4     |
| 1997 | Милена Неквапилова Сильвия Несвадбова | Ольга Благотова Гана Шромова        | 6-2 7-6(6)      |